# Renaud de Monteban
Renaud de Monteban (Nederlands: Reinout van Montalbaen, Italiaans: Rinaldo) is de hoofdfiguur uit de gelijknamige Frankische roman, vooral bekend van het verhaal van de Vier Heemskinderen (Les Quatre Fils Aymont, vrij vertaald De vier zonen van de Graaf van Aymont) uit de 12e eeuw.

## Het verhaal
Renaud wordt verbannen omdat hij een neef vermoord zou hebben en zijn broers (Richard, Alard en Guiscard) ook het een en ander hebben uitgevoerd. Door een erecode moet hij met zijn drie andere broers op de rug van een paard genaamd Baynard op kruistocht naar Palestina. De drie broers overleven de kruistocht niet en het paard wordt geketend aan een rotsblok in zee waarna het verdrinkt.
Renaud weet als enige weer terug te keren waarna hij de rest van zijn leven in Keulen verblijft, waar hij bij een aanval op de bouw van de Sint-Petruskerk overlijdt.
Het verhaal van het paard en de vier jongens wordt op diverse manieren verteld; zo bestaat er ook een legende waarin wordt verteld dat het paard de rots Bayard in Dinant in twee kliefde.

## Historische achtergrond
Renaud zou een van de Paladijnen van Karel de Grote geweest zijn, een twaalfkoppige paleiswacht (bijgenaamd de twaalf Peren). Hij zou een neef van de leider Roland zijn. De verhalen van de Paladijnen worden vaak beschreven in de Chanson de geste. Of hij een vriend of vijand is van Karel de Grote is onduidelijk, evenals of hij als paleiswacht voor straf dan wel als medestrijder meevocht. De kruistochten vonden echter in werkelijkheid pas vanaf de 11e eeuw plaats, en zijn hier dus een anachronisme.
Reinout was leider van de Gascogners (Basken). Van Karel de Grote is bekend dat hij strijd leverde met Hunold II, de zoon van Waifer, die weer de zoon was van Hunold I. Hunold I was de zoon van Odo de Grote, die met Karels grootvader Karel Martel had gestreden. In De Schone Historie van Ridder Malegijs is te lezen, dat Malegijs zich verzette tegen Karel Martel. Terwijl Malegijs ook optrad tegen Karel de Grote in De historie vanden vier Heemskinderen. De legenden zijn dus herinneringen aan het verzet tegen de Karolingen in het algemeen.

### Monteban
Monteban was een kasteel dat Rinaldo gekregen had van ouders of familie. In het verhaal van de Vier Heemskinderen zou Rinaldo er met zijn drie broers, na een slag bij de Maas, naartoe gevlucht zijn. Volgens sommigen lag het kasteel vlak bij Dinant, maar er zijn ook fundamenten gevonden vlak bij Virton.
Volgens de 15e-eeuwse Renaud of Montauban van William Caxton werd de stad en het kasteel Montauban voor Renaud gebouwd door koning Yon van Gascogne, die ook zijn zuster Clare met hem liet trouwen. Het lag bij Bordeaux en aan de Gironde. Balancon lag er naast. Er had eerder op dezelfde plek een (Saraceens) kasteel gestaan en er was een ondergrondse tunnel, die van het kasteel naar het Woud van de Slang liep. Het kasteel in de Ardennen, dat eerder dan Montauban werd gebouwd, heette Montfort en lag aan de Meuse (Maas).

## Renaud in latere literatuur

### De historie vanden vier Heemskinderen
De historie vanden vier Heemskinderen uit de 12e eeuw vermeldt, hoe de strijd tussen Reinouts vader Aymon van Dordogne en Karel de Grote begon: Tijdens de hofdag stak Karel de Grote Aymons neef Hugo van Dordogne met een zwaard neer. Hugo was ook de neef van Amerijn van Narbonne (Aymeri de Narbonne), de vader van Willem met de Hoorn (Willehalm). Aymon was géén leenman van Karel. Er kwam oorlog van. Toen vroeg Karel Aymon vol nederigheid om vrede en liet Aymon met zijn zuster Aye huwen. Met Aye kreeg Aymon vier kinderen: de Heemskinderen. Als Karels zoon Lodewijk (Lodewijk de Vrome) tot koning laat kronen worden ook Aymon en zijn Heemskinderen uitgenodigd. Boze raadsheren, waaronder Ganelon, adviseren Lodewijk tot een schaakspel met Adelaert, Reinouts broer. Wie verliest, verliest z'n hoofd. Adelaert wint, maar spaart Lodewijk. Die slaat Adelaert echter met het bord in zijn gezicht. Als Reinout dat hoort, slaat hij Lodewijk het hoofd af. De Heemskinderen vluchten daarop naar koning Saforet in Spangen. Later gaan ze naar koning Yewijn van Gascoengen. Reinout trouwt diens dochter Clarisse en bouwt de burcht Montalban.
Op een dag keren de broers terug naar Pierrepont om hun ouders te bezoeken. Maar Aymon had Karel beloofd zijn zonen uit te leveren als hij ze tegenkwam. Reinout krijgt van zijn moeder Aye veel wijn te drinken en valt in slaap. Maar daarna overwint hij zijn vader Aymon en stuurt hem gebonden naar Karel. Toch worden Reinouts broers gevangen genomen en naar Parijs gebracht. Bovendien verliest Reinout zijn paard Beiaard, dat in handen komt van Karel. Reinout ontmoet zijn 'oom', de magiër Malegijs. Malegijs laat koning Karel uit zijn kelk genaamd "Christiaan" drinken als de hofstoet over de brug bij Parijs voorbij trekt. In ruil mag Malegijs' mede-pelgrim (de betoverde Reinout) op Beiaard zitten, zogenaamd om van zijn kwalen te genezen. Reinout galoppeert daarop weg. 's Nachts bevrijdt Malegijs de drie broers uit de gevangenis en neemt Karels zwaard en kroon mee uit diens slaapkamer. Vervolgens wordt Reinouts schoonvader Yewijn door Karel omgekocht en de Heemskinderen lopen in de val. Maar opnieuw redt Malegijs hen. Reinout vergeeft zijn schoonvader en redt Yewijn van de strop, die Karel voor hem bereid heeft. Karel belegert Montalban en de Heemskinderen vluchten naar een kasteel in de Ardennen. Dan bemiddelt Aye vrede tussen haar broer Karel en haar Heemskinderen mits Reinout zijn paard Beiaard afstaat. Het beroemde paard verdrinkt pas bij de derde poging, als hij uiteindelijk aan tien molenstenen is vastgebonden.
De drie broers blijven bij Karel, Reinout keert alleen terug naar Montalban. Hij wordt kluizenaar en woont drie jaar in de woestijn. Dan vertrekt hij naar het Heilige Land om tegen de heidenen te vechten. Uit een pijnboom snijdt hij een enorme knuppel. Hij ontmoet er Malegijs en samen heroveren ze Jeruzalem. Malegijs sterft door een pijl en Reinout keert naar Parijs terug.
Van daar gaat hij naar Keulen om er aan de Sint-Petruskerk te bouwen. Collega's zijn jaloers op zijn werkdrift en toewijding, doden hem en stoppen hem in een zak en werpen hem in de Rijn. Later wordt hij begraven in een kerk in Dortmund. Karel bestraft Reinouts moordenaars en wil de tombe in Dortmund bekijken, maar die blijkt leeg. Reinout zou samen met zijn drie broers zijn laatste rustplaats in Napels hebben.

### Renaud of Montauban
In de 15e-eeuwse versie van William Caxton neemt Karel de Grote het Beuves d'Aigremont en zijn broers Gerard de Roussillon en Dron de Nanteuil kwalijk dat ze niet in Lombardije hebben meegestreden. Hij stuurt zijn zoon Lohiers om hem tot dienst op te roepen. Beuves zegt dat hij geen leenman is en in het conflict dat volgt slaat hij Lohiers het hoofd af. Ondertussen riddert Karel Aymons zonen, de Heemskinderen. Als Lohier wordt teruggebracht, vertrekt Aymon met zijn zonen naar Dordonne. In deze versie is Aymon Beuves' broer. Er volgt een strijd tussen Karel en Beuves, maar ze komen overeen dat de broers vazallen zullen worden en Beuves hem op het feest van Sint Johannes zal dienen. Maar op weg daarheen wordt Beuves door Ganelon gedood, met medeweten van Karel. De vrede, die toch weer tot stand komt, zint Renaud niet. Hij vindt het niet terecht dat zijn oom Beuves is omgebracht. Bij een spel schaak met Karels neef Berthelot loopt het uit de hand en uit zelfverdediging slaat Renaud Berthelot dood met het schaakbord. De Heemskinderen ontsnappen uit het paleis, samen met hun neef Maugis (Malegijs), de zoon van Beuves. Ze nemen de schatten van hun moeder mee om in de vallei van Faery in de Ardennen het kasteel Montfort te bouwen. Karel komt hen achterna en na zeven jaar moeten ze het kasteel ontvluchten. Weer zoeken ze hulp bij hun moeder in Dordonne. Ze reizen door naar Gascogne, het rijk van koning Yon, die wordt aangevallen door de Saraceen Bourgons. Bourgons heeft reeds Montpellier, Toulouse, Tarascon en Arles ingenomen. De Heemskinderen weten hem te overwinnen en koning Yon bouwt voor hen het kasteel Montauban aan de Gironde. Bovendien huwt hij zijn zuster Clare aan Renaud uit. Ze krijgen twee zonen: Yonet en Aymonet. Na een paardenrace, waarbij Renaud Karels kroon wint, belegert Karel Montauban. Dan bedreigt hij koning Yon. Hij moet de Heemskinderen uitleveren, anders wordt zijn land verwoest. Koning Yon verraadt Renaud en lokt hem in de val. De Heemskinderen gaan naar het veld van Vaucouleurs, zogenaamd om vrede te sluiten, maar daar wacht hen een overmacht aan vijandige troepen op. Toch houden ze lang vol op de rots Montbron alvorens Maugis hen te hulp snelt.
Koning Yon is naar de abdij van St. Lazarus in het Woud van de Slang gevlucht en Roeland, Karels neef, neemt hem daar gevangen. Renaud bevrijdt zijn verraderlijke zwager Yon, maar Richard, Renauds broer, wordt daarbij gevangen genomen. Hij zal in Montfaucon bij Parijs worden opgehangen door Ripus van Rupelmonde, de neef van Fulkes van Morillon, die in Vaucouleurs was omgekomen. Geen ander wilde Richard terechtstellen. Maar Richard wordt door zijn broers en Maugis bevrijd en Ripus wordt zelf opgehangen. Inmiddels is het al zestien jaar oorlog. Karel wil alleen vrede als hij Maugis in handen krijgt. Een keer wordt Maugis gevangen genomen, maar hij weet te ontsnappen. Hij neemt de kroon, schatkist en zwaarden van de Paladijnen mee en daarbij de gouden adelaar van Karels tent. Die adelaar wordt op de hoge toren van Montauban gezet. Een keer wordt Karel in zijn slaap door Maugis naar Montauban overgebracht. Hij mag veilig weer vertrekken, maar dat brengt de vrede niet dichterbij. De belegerden worden uitgehongerd en uiteindelijk vertrekken ze via een tunnel naar het Woud van de Slang. Ze krijgen voedsel van de kluizenaar Bernard en trekken naar Dordonne bij Montorgueil. Weer worden ze belegerd. Renaud neemt Richard I van Normandië krijgsgevangen en wil hem ophangen, tenzij Karel de vrede tekent. Karel weigert en de paladijnen lopen bij hem weg. Dan moet Karel wel toegeven en de afspraak wordt gemaakt, dat Renaud naar het Heilige Land vertrekt en Bayard (Beiaard) aan Karel geeft. Karel werpt ros Bayard bij Luik met een molensteen om de nek van de brug over de Maas. Maar Bayard schopt de steen in tweeën, komt boven en verdwijnt in het woud van de Ardennen, waar hij nog steeds zou leven.
Intussen heeft Renaud in Constantinopel Maugis ontmoet en samen trekken ze naar Jeruzalem. Ze verslaan de Perzische admiraal en bevrijden koning Thomas. Vervolgens varen ze per schip naar Palermo en bevrijden er koning Simon van dezelfde Perzische admiraal. Via Rome keren ze terug in Dordonne. Daar vernemen ze dat Clare van verdriet is overleden. Maugis sterft zeven jaar later in zijn hermitage. Renaud geeft Dordonne aan zijn zoon Yonet en Montauban aan Aymonet. Zijn broers treden in het huwelijk en Renaud gaat naar Keulen om er aan de Sint-Petruskerk te werken. Zijn collega's zijn zo jaloers op hem, dat ze besluiten hem tijdens zijn slaap het hoofd in te slaan. Ze doen hem in een zak en werpen die in de Rijn. Maar vissen brengen de zak boven en de aartsbisschop noemt het een wonder en verklaart het lichaam heilig. De kar waarop het lichaam wordt geladen rijdt uit eigen beweging naar het plaatsje Croine. Daar wordt er een kerk voor Renaud gebouwd. Als de overgebleven Heemskinderen ernaar toe komen, verklaren ze van wie het lichaam is.

### Orlando Furioso
In het 16e-eeuwse gedicht Orlando Furioso (Razende Roeland) van Ludovico Ariosto worden Orlando en Rinaldo beiden verliefd op Angelica, wat door gebruik van liefdesdranken alleen maar verslechtert. Uiteindelijk wordt Rinaldo naar Engeland gestuurd om soldaten te ronselen voor Karel de Grote. Daar drinkt hij uit een fontein waardoor hij van zijn verliefdheid op Angelica wordt genezen. Rinaldo heeft een zus, Bradamante, die hij later uithuwelijkt aan de Afrikaanse prins Ruggiero. In de 18e eeuw componeerde Georg Friedrich Händel de opera Rinaldo gebaseerd op Orlando Furioso.

### Gerusalemme Liberata
Ook in Gerusalemme Liberata (De Bevrijding van Jeruzalem) (1575) van Torquato Tasso, komt een Rinaldo voor die op kruistocht gaat. Volgens Tasso zelf baseerde hij deze echter op een graaf uit de 11e eeuw, genaamd Welf. Dit was de zoon van Azzo, die op zijn beurt een zoon was van Bertoldo. In Gerusalemme Liberata wordt Rinaldo betoverd door een heks op wie hij verliefd wordt.